# Ленинградский мост (Омск)
Ленингра́дский мост — автомобильный мост через Иртыш в городе Омске.
Название моста происходит от ленинградского проекта, по которому он возводился. Этот мост — первый коммунальный транспортно-пешеходный железобетонный мост через Иртыш.

## История
Мост строился в 1955—1959 годах на месте бывшей паромной переправы, имевшей большое значение для города в прошлом. Строительство велось мостопоездом № 413. На возведение опор моста ушло три года, пролётного строения — один год. Общая стоимость оценивается в 24,5 млн рублей.
Строительство Ленинградского моста повлияло на формирование прилежащих природных территорий — будущего парка Победы и «Птичьей гавани». При строительстве на берегу реки Замарайки изымался грунт для дамбы автодороги, в результате чего образовался котлован.
В 1988 году был отремонтирован.

## Капитальный ремонт в 2023-2024 годах
15 февраля 2023 года начался капитальный ремонт моста. Проектом предусмотрено: демонтаж существующих и монтаж новых консольных плит тротуара, замена мостового полотна, включая асфальтобетонное покрытие, замена деформационных швов, перильного и барьерного ограждения, опор наружного освещения, а также смонтирована архитектурная подсветка моста. Как отметили в департаменте строительства администрации Омска, на Ленинградском мосту, построенном в 1959 году, за последние 30 лет, кроме замены асфальтобетонного покрытия и части наиболее изношенных деформационных швов, никаких серьёзных работ не производились. 
12 июня 2024 года в День России капитальный ремонт был закончен, в честь чего прошла торжественная церемония открытия моста после реконструкции. Событие состоялось благодаря национальному проекту "Безопасные качественные дороги". Совокупные вложения в проект составили почти два миллиарда рублей. Качество сооружения после торжественной церемонии открытия лично проверили Губернатор Омской области Виталий Хоценко и мэр Омска Сергей Шелест, севшие за рули грузовиков. Была установлена подсветка, которая ежедневно включается в тёмное время суток. Ночная архитектурная подсветка будет работать в нескольких режимах - будничном, выходного дня, праздничном и новогоднем. Специальная программа позволяет включать два десятка видов освещения.